# Steyr, Schloß
Die Herrschaft Steyr, Schloß war eine Grundherrschaft im Viertel ober dem Wienerwald im Erzherzogtum Österreich unter der Enns, dem heutigen Niederösterreich.

## Ausdehnung
Die Herrschaft umfasste zuletzt die Ortsobrigkeit über Neustift, Hinterberg, Penz, Kürnberg, Hochreit und Weißtrach. Der Sitz der Verwaltung befand sich im Schloss Lamberg in Steyr.

## Geschichte
Der letzte Inhaber der Familienfideikommissherrschaft war Gustav Joachim Fürst von Lamberg, der in Österreich und in Böhmen reich begütert war und seine Herrschaften infolge der Reformen 1848/1849 auflöste.